# Agaricochirus acanthinus
Agaricochirus acanthinus is een tienpotigensoort uit de familie van de Paguridae. De wetenschappelijke naam van de soort is voor het eerst geldig gepubliceerd in 1982 door McLaughlin.